# 知识青年

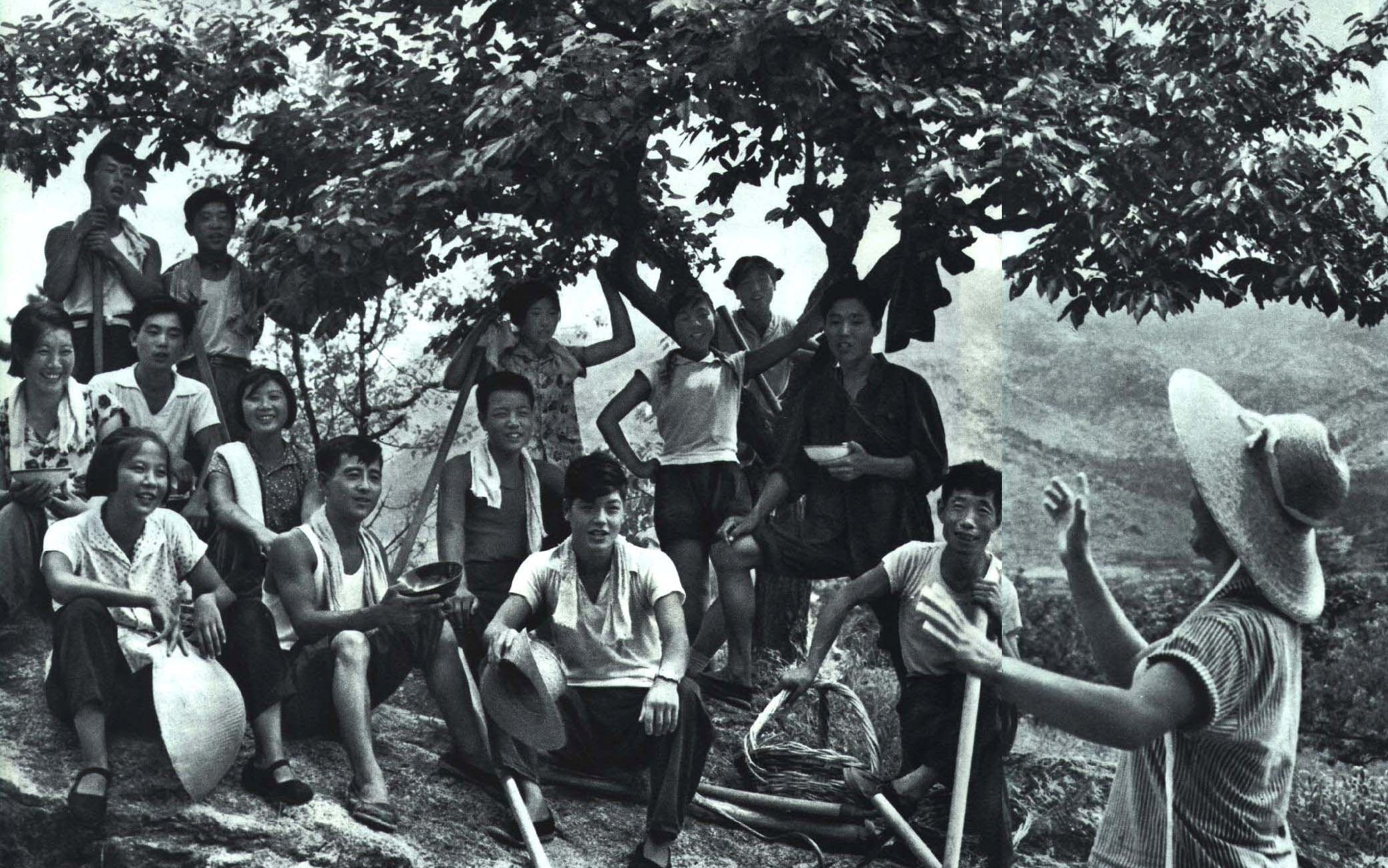
1964年知识青年来到河北昌黎农场

知识青年，简称知青，是中华人民共和国对知识分子的历史名词。
知识青年本义是泛指有知识的青年或者接受过高等教育的青年。惟知青此詞語从1950年代起一直至1977年最后一批上山下乡的中学生结束，为指向自愿从城市下放到农村成為农民的青年，这些人中大多数人实际上只是获得初中或高中教育，少数获得学士或者以上学位。

## 政策緣起
中华人民共和国成立后，为了減少2000萬城鎮人口，从1950年代中开始就组织将城市中的年轻人移居到农村，尤其是边远的农村地区建立农场。早在1953年《人民日报》就发表社论《组织高小毕业生参加农业生产劳动》。1955年毛泽东提出“农村是一个广阔的天地，在那里是可以大有作为的。”成为后来知识青年上山下乡的口号。从这一年开始，共青团开始组织农场，鼓励和组织年轻人参加垦荒运动。1962年开始有人提出要将上山下乡运动全国化地组织起来，1964年，中共中央为此特别设立了一个领导小组。

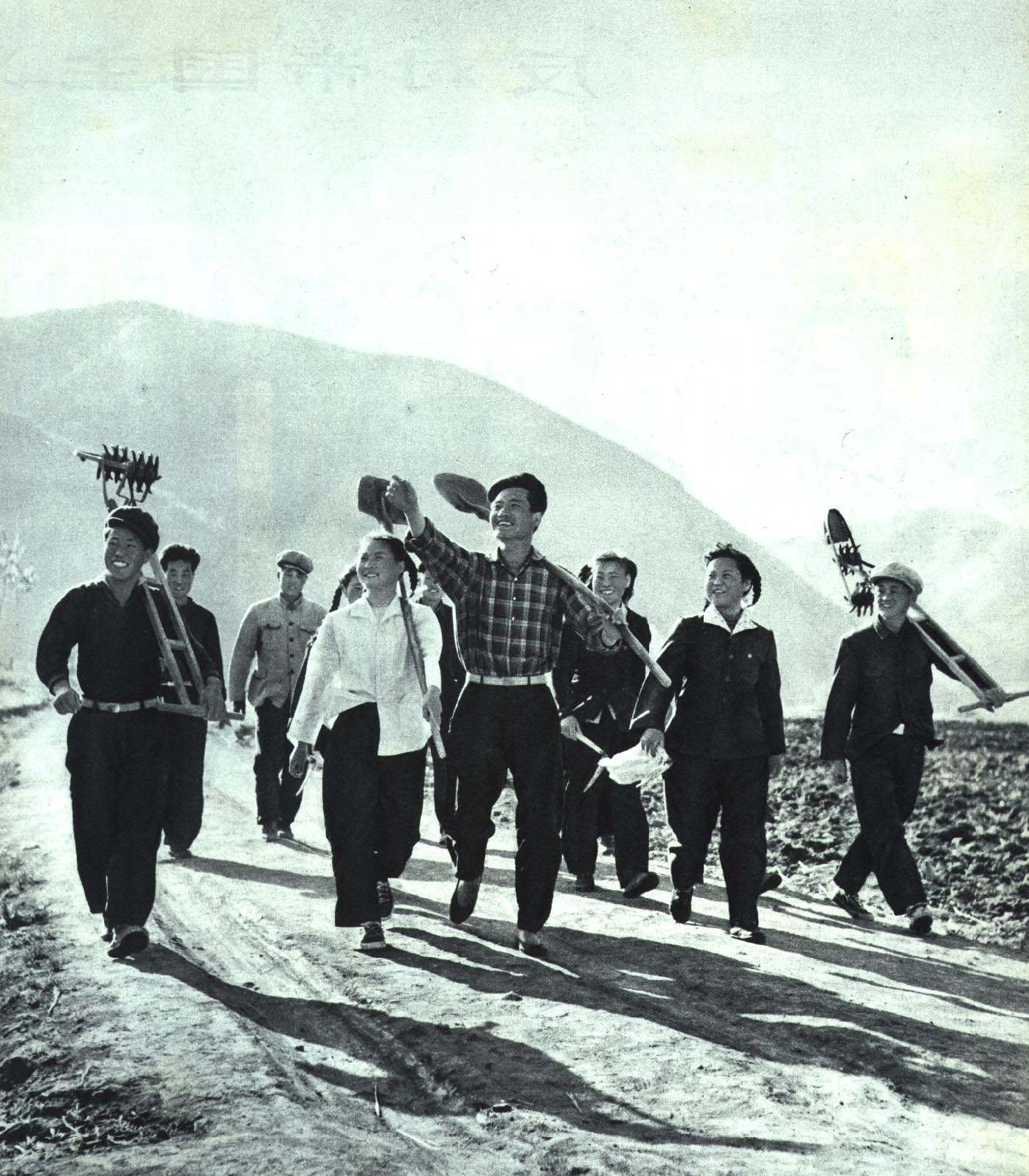
1964年下乡知青

1966年，在文化大革命的影响下高考停止，到1968年为止许多中学毕业生即无法进入大学，又无法被安排工作，此外66至68年文化大革命的动乱使得中共领导机构意识到他们需要寻找一个办法将这批年轻人安置下来，以免情况失去控制。1968年12月22日毛泽东授意人民日报发表了题为《我们也有两只手，不在城里吃闲饭》的文章 ，其中引用了毛“知识青年到农村去，接受贫下中农再教育，很有必要……”的指示，1969年许多年轻人因此下乡去农村。全国也开始有组织地将中学毕业生分配到农村去。

## 官方宣傳的典型事跡
官方宣傳的典型事跡有：
1. 知青下乡当了赤脚医生，走村串寨，为农民送医、送药，看病、治病。[1]
2. 知青下乡当上了民办小学或耕读小学老师，乡村有了朗朗的读书声；这一类知青被农民推荐出去当工人、读大学，农村孩子都舍不得知青离去，知青毅然放弃回城进大学的机会，留在了农村。[1]
3. 知青为老乡引进了打面机、拉电线為村寨通電、建了小水电站、利用良种良法增加農产、用气象知识務農、用科学方法养家禽、用科学方法防止病虫害。知青還為農民理发、教识字、办政治夜校、成了畜牧员。[1]
4. 知青由于劳动积极，被贫下中农们推选为记工员、保管员、会计，有的甚至还当上了生产队长，大队党支部委员、副书记之类的职务。[1]
5. 知青在乡村组建毛泽东思想小分队，走村串寨演出样板戏，丰富农村的文化生活。這條事例在当年总是在“广阔天地、大有作为”的报道中放在最前面重点宣传。

作家葉辛後來指出，「當過知青的都知道，所有這些事跡，又都是經過篩選以後整理出來的。更主要的是，培养赤脚医生、民办教师、农技员、农科员、土电工这一类事情，外来的知青们不做，当地的回乡知青和农村青年也都能承担」。

## 性侵犯
据国务院知青办1973年的数据，自1969年以来迫害知青案件2.3万余起，其中奸污女知青案约占到70%。典型案例为驻西双版纳的云南生产建设兵团一师二团张国良连长，强奸3名女知青、猥亵17名女知青，调查组为了包庇，对受害女性做思想工作并要她们「实事求是」，至1973年李先念副总理狠批「张国良那个连长，和日本鬼子差不多......你还把他当干部......讨论来讨论去就是处理不下」，张国良才伏法。

## 返城
1977年高考恢复，大多数在农村的知识青年想方设法要回到故乡去。1978年冬在云南的知识青年以请愿和罢工的形式来将他们的要求表达出来，再次使得中共中央感觉到问题的急迫性。1980年5月8日，时任中共中央书记处总书记胡耀邦提出不再搞上山下乡。10月1日中共基本上决定过去下乡的知识青年可以回故乡城市。但是仍有大量知青滞留在下乡地或者故乡城市以外的第三地。而知识青年的子女最多只可以有一个人迁回父母所在的故乡城市，而且有年龄及婚否的限制。

## 统计
从1950年代到1970年代末上山下乡的知识青年的总数估计在约1200至1800万之间。

## 关于知青的文艺作品
另見上山下鄉運動#文艺作品

### 電影
- 天浴 1998年（陳沖執導，主演李小璐、洛桑群培）
- 巴爾札克與小裁縫 2002年（改編自戴思傑小說）

### 小说
- 严歌苓: 《天浴》
- 梁晓声：《这是一片神奇的土地》、《今夜有暴风雪》、《雪城》
- 叶辛：《蹉跎岁月》、《孽債》
- 阿城：《棋王·樹王·孩子王》
- 戴思傑：《巴爾札克與小裁縫》

## 延伸閱讀
- Bernstein, Thomas P. (1977). Up to the Mountains and Down to the Villages: The Transfer of Youth from Urban to Rural China. New Haven, CT: Yale University Press.
- Rene, Helena K. (2013). "China's Sent-Down Generation: Public Administration and the Legacies of Mao's Rustication Program". Washington, DC: Georgetown University Press. ISBN 9781589019874
- Yihong Pan. (2003). Tempered in the Revolutionary Furnace: China’s Youth in the Rustication Movement. Lanham, MD: Lexington Books.